# 多線性主成分分析
多線性主成分分析方法（MPCA），可將高維度空間映射到低維空間中去，降維的過程就是捨棄不重要的特徵向量縮減維度，相較於一般的主成分分析，多線性主成分分析保留了資料的結構性且有較佳的解釋比例。
多線性主成分分析(MPCA)是主成分分析(PCA)到多維的一個延伸。PCA是投影向量(Vector)到向量，而MPCA是投影張量(Tensor)到張量，投影的結構相對簡單，另外運算在較低維度的空間進行，因此處理高維度數據時有低運算量的優勢。舉例來說，給一個100x100的圖片，主成分分析運做在1000x1的向量上，而多線性主成分分析則是在二階模式上運作100x1的向量。對於等量的降維來說，主成分分析需要估算的變數量為多線性主成分分析的49((10000/(100x2)-1))倍，因此在實用面上多線性主成分分析可以比主成分分析更有效率。

## 演算法
多線性主成分分析(MPCA)定義一個多重子空間，此子空間擷取了大部分正交多維的輸入變異量，藉此達到特徵提取的效果。如同主成分分析，多線性主成分分析可運用在已中央化的資料上。多線性主成分分析的計算遵照交替最小次方(Alternating Least Square，ALS)方法。因此會有迭代動作，並且以分解原本的空間至一系列的多為映射子空間。每一個子空間都是一個經典的主成分空間，很容易被解析。

## 延伸
- 多種MPCA的延伸算法已被開發:[3]
- Boosting (meta-algorithm)+MPCA[4]
- Non-negative MPCA (NMPCA) [5]
- Robust MPCA (RMPCA) [6]

## 資源
- Matlab 原始碼: MPCA （页面存档备份，存于）.
- Matlab 原始碼: UMPCA (including data) （页面存档备份，存于）.